# Таберна

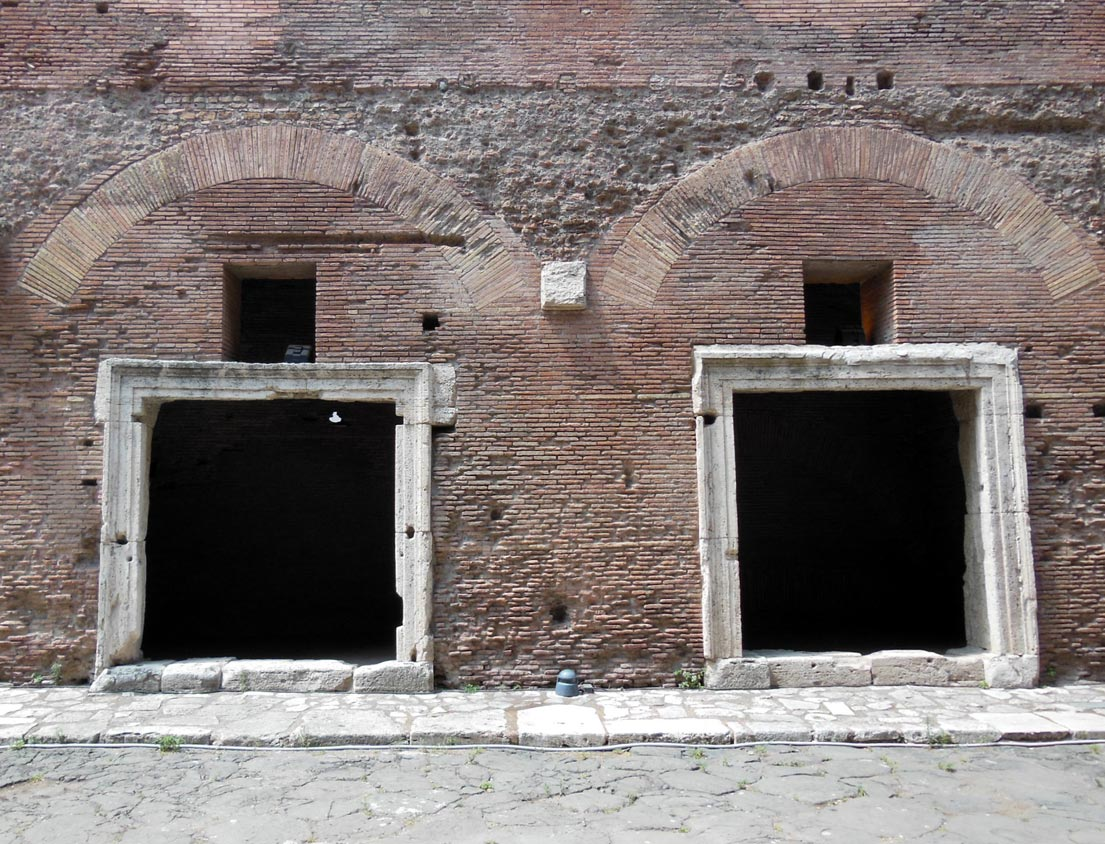
Траянів ринок, вулиця Via Biberatica. Таберни з оригінальними одвірками та порогом із травертину

У стародавньому Римі Таберна (латинською taberna, множина — tabernae) була приміщенням, відкритим на ширший простір, з широкими дверима, яке зазвичай використовувалося для комерційної діяльності. Такі приміщення розміщувалися в громадських будівлях або в приватних, зазвичай відкритих на громадську вулицю, як-от на першому поверсі інсул (багатоповерхових будинків), а також уздовж фасадів домусів.
Зазвичай це було одне приміщення, часто перекрите циліндричним склепінням. Могли мати антресоль, доступ до якої здійснювався внутрішніми сходами і яка освітлювалась через вікно над дверима. Іноді вони також слугували житлом для торговця-ремісника, який міг мешкати на антресолі або в підсобному приміщенні. В інших випадках антресоль або підсобка використовувалися як склад для товарів.
Залежно від виду діяльності, там могли бути встановлені ванни або прилавки. Деякі (thermopolium) спеціалізувалися на приготуванні та продажу їжі й напоїв. Особливо коли вони були частиною громадських будівель, tabernae могли використовуватися також для інших цілей (наприклад, адміністративної діяльності з публікою), як це видно на прикладі численних приміщень, що виходять на внутрішні вулиці, а також на внутрішні приміщення в так званих Ринках Траяна у Римі, пов’язаних із Форумом Траяна.
Taberna була одиницею роздрібної торгівлі в межах Римської імперії, де здійснювалася велика кількість торговельної та сервісної діяльності, включаючи продаж готової їжі, вина і хліба

## Витоки та поширення
Tabernae, ймовірно, вперше з’явилися в Стародавній Греції у місцях, важливих для економічної діяльності наприкінці V — початку IV століття до н. е. Після розширення Римської імперії на території Середземномор’я кількість tabernae значно зросла, а самі tabernae почали відігравати центральну роль в урбаністичній економіці римських міст, таких як Помпеї, Остія, Коринф, Дел, Нова Карфагена та Нарбо. Багато з цих міст були ключовими портами, де імпортовані розкішні та екзотичні товари продавалися широкому загалу. Tabernae функціонували як будівлі, що полегшували торгівлю товарами.
Лівій описує зустріч, яку Марк Фурій Камілл, римський полководець, присутній під час експансії Римської республіки у V–IV століттях до н. е., мав із tabernae у місті Тускулум в області Лацій на території Італії:
Камілл розташував табір перед брамою, бажаючи дізнатися, чи панує такий самий вигляд миру, як і в околицях, увійшов до міста, де побачив відчинені двері та все виставлене на продаж у відкритих крамницях; ремісники займалися кожен своєю справою... Вулиці були заповнені різноманітними людьми.
Головним осередком торгівлі в ранньому Римі був форум — центральний майдан міста. Вже у V столітті до н. е., за свідченням Тита Лівія, на північно-східному боці Римського форуму існували перші м’ясні лавки — tabernae lanienae, де продавалося м’ясо. Згодом, наприкінці IV століття до н. е., ці крамниці були замінені на tabernae argentariae, в яких розміщувалися банкіри. Після руйнівної пожежі 210 року до н. е. частина цих крамниць була відновлена під назвою tabernae novae, тоді як ті, що не постраждали від вогню, стали відомі як tabernae veteres.
У пізніші періоди форум переважно використовувався для релігійних, політичних та адміністративних потреб, а торгівля перемістилася до спеціалізованих споруд, таких як мацели — великі ринкові комплекси з внутрішніми дворами, оточеними портиками та магазинами з усіх боків.
У інсулах — торгові приміщення tabernae зазвичай розміщувалися на першому поверсі, відкриваючись прямо на вулицю. Управляли ними табернарії, які могли бути як орендарями, так і представниками власника будівлі.

## Формати

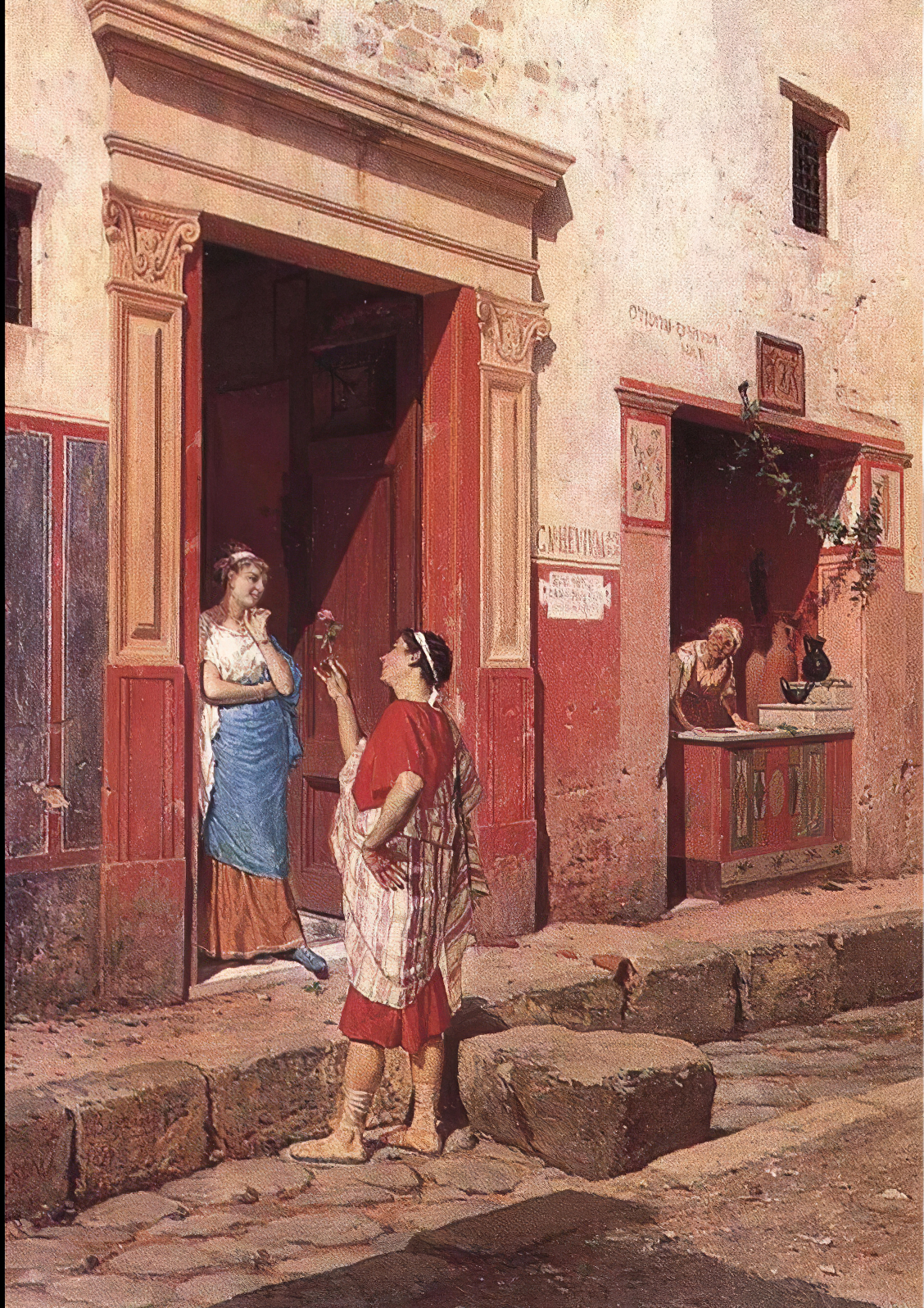
Вулична сцена з Помпеїв пензля Луїджі Баццані, до 1927 року, із зображенням таберни, що оточує вхід до римського домусу

У межах Римської імперії існувало щонайменше два основні типи таберн (крамниць): ті, що були інтегровані у житлові будинки, та ті, що розташовувалися в громадських просторах — зокрема, у приватних домусах із крамницями, вбудованими у фасади, або у багатоповерхових інсулах. З розвитком міського життя в римських містах еліта продовжувала зводити житлово-торговельні будівлі, пристосовані до потоку людей у та з торгових центрів. У таких інсулах таберни розміщувалися на нижніх поверхах. 
Ardle Mac Mahon пише про таберни у римській Британії:
Таберни розміщувалися так, щоб максимально ефективно надавати товари й послуги покупцям. Хоча на це могли впливати різні соціальні, економічні та інші чинники, загалом можна припустити, що римські роздрібні торговці у Британії прагнули продавати свою продукцію. Вигідне розташування сприяло збільшенню продажів, тож таберни зазвичай з’являлися поблизу активних ринкових зон.
Серед різновидів таберн були:
Taberna Casearia — сироварня
Taberna Libraria — книжкова крамниця
Taberna Coactiliaria — майстерня та крамниця з виробництва повсті
Taberna Carbonaria — крамниця вугілля
Taberna Vinaria — винний магазин
Taberna Coriaria — шкіряна майстерня 

## Значення та вплив
Таберни відігравали ключову роль у повсякденному житті римського суспільства, виступаючи не лише як торговельні точки, але і як соціальні та економічні осередки міста. Таким чином, вони здійснювали обіг як продуктів сільського господарства — зокрема зерна, хліба та вина, — так і виробів ремісничого виробництва, таких як прикраси, посуд та інші предмети щоденного вжитку. Згідно з дослідженнями, ці заклади були головними осередками роздрібної торгівлі у часи пізньої Республіки та Принципату, що забезпечували мешканців міст повсякденними товарами, а також формували структуру міського простору.
Окремі таберни розташовувалися навіть у поховальних зонах, що свідчить про їхню присутність у найрізноманітніших просторах античного міста, в тому числі на перехресті сакрального й профанного.
Щоденна діяльність у табернах демонструє побутову сторону життя римлян: торгівля, споживання, комунікація — усе це відбувалося саме тут. Таберни були осередками живої міської культури, де перетиналися різні соціальні шари. Часто ці місця ставали місцем зустрічі великої кількості людей, що і створювало обставини в яких люди обговорювали різні рішення та обмінювалися знаннями.
У провінціях, зокрема в римській Британії, таберни так само адаптувалися до місцевих умов і потреб. Їхнє розташування ретельно обиралося з метою максимізації доступу до споживачів, що підтверджує їхню важливу функцію у локальних економіках.